# Dendrocnide corallodesme
Dendrocnide corallodesme är en nässelväxtart som först beskrevs av Carl Karl Adolf Georg Lauterbach, och fick sitt nu gällande namn av Chew. Dendrocnide corallodesme ingår i släktet Dendrocnide och familjen nässelväxter. Inga underarter finns listade i Catalogue of Life.